# Фернан Гутьеррес де Кастро
Фернан Гутьеррес де Кастро (ок. 1180 — ок. 1240) — кастильский аристократ из дома Кастро, занимавший различные должности при дворе, владел рядом районов и городов. Родоначальник галисийской линии рода Кастро.

## Биография
Старший сын Гутьерре Родригеса де Кастро и Эльвиры Осорес. В 1192 и 1193 годах Фернан Гутьеррес де Кастро занимал должность королевского альфереса (знаменосца). В 1197 году он упоминается как владелец поместий Торо, Самора и Вильяфафила в приграничной зоне. Через десять лет Фернан управлял Лемосом, а также Торо, Кастроторафе, Рибадавией, Овьедо и Бувалом. В 1212 году он участвовал в знаменитой битве при Лас-Навас-де-Толоса.
В сентябре 1221 года Фернан Гутьеррес де Кастро упоминается как лейтенант Эстремадуры, а в начале октября он возглавляет «Monterrosum et Lemos», которым он управлял до ноября 1224 года. Пользовался заметным влиянием среди дворянства провинции Галисии, что принесло ему назначение главным пертигеро (церковным офицером) церкви Сантьяго-де-Компостела. В декабре 1223 года Фернан Гутьеррес де Кастро подтвердил пожертвование короля Кастилии Альфонсо IX церкви Сантьяго. В середине 1226 года Фернан Гутьеррес участвовал в предполагаемом нападении на Касерес, который находился под контролем мавров.
Вскоре после смерти монарха Альфонсо IX Фернан Гутьеррес стал одним из магнатов, наиболее связанных с новым королем Фердинандом III Кастильским, которого он сопровождал в первые четыре месяца 1232 года во время его путешествия по землям Галисии. После участия в кампании по взятию у мавров Кордовы (1236). Его последнее появление при королевском дворе датируется июлем 1240 года, когда он, вероятно, уже умер.

## Брак и потомство
Фернан Гутьеррес де Кастро женился на Милии (также называемой Эмилией) Иньигес де Мендоса, дочери сеньора де Льодио Иньиго Лопес де Мендосы и сестре Инес Иньигес де Мендоса, любовницы короля Леона Альфонсо IX. У супругов было пять законных детей:
- Андрес Фернандес де Кастро (? — 1265), сеньор де Лемос и Саррия, старший аделантадо Галисии
- Эстебан Фернандес де Кастро (? — 1291), сеньор де Лемос и Саррия, старший аделантадо Галисии
- Гутьерре Фернандес де Кастро, умер бездетным.
- Санча Фернандес де Кастро, умерла незамужней
- Инес Фернандес де Кастро, муж — Мартин Жиль де Совероса эль-Буэно (ок. 1200 — ок. 1260). их дочь Тереза стала матерью Хуан Альфонсо Тельеса де Менесеса, 1-го графа де Барселуша (? — 1304)

Также у него было несколько незаконнорожденных дочерей:
- Эльвира, жена Альфонсо Гарсиа де Вильямайор, сын Гарсии Фернандеса де Вильямайора и от его второй жены, Майор Ариас. После смерти своего мужа Эльвира стала приорой в монастыре Санта-Мария-ла-Реал-де-Вильямайор-де-лос-Монтес, основанного её тестем.
- Уррака, муж — Хуан Гарсиа де Селада (также называемый Хуан Гарсия де Вильямайор), также сын Гарсии Фернандеса де Вильямайора и Майор Ариас, майордом короля Альфонсо X
- Леонора, муж — Диего Гарсиа де Вильямайор, сын Гарсии Фернандеса де Вильямайора
- Тереза, вышла замуж за Педро Гусмана
- Эйло, фрейлина принцессы Элеоноры Английской, затем принцессы Бланки Французской.